# Ehemalige Ölmühle Darmstadt-Eberstadt
Die ehemalige Ölmühle in der Heinrich-Delp-Straße 14 ist ein Bauwerk in Darmstadt-Eberstadt.

## Geschichte und Beschreibung
Den ältesten Teil dieses Fachwerkgebäudes bildet eine ehemalige Ölmühle.
In der Mitte des 16. Jahrhunderts wurde an die Mühle ein Anbau errichtet und das Gebäude fortan als Zollhaus genutzt.
In zeitlichem Abstand folgten zwei weitere Erweiterungen, die im Wesentlichen den heutigen Grundriss bilden.
Der älteste Gebäudeteil und die Erweiterungen erhielten zu einem späteren Zeitpunkt ein gemeinsames Obergeschoss und Dach.
Die Nordseite des Gebäudes bildete die Straßenfront zur ehemaligen Weingasse.
Nach der Schließung dieser Gasse wurde die Ostseite des Gebäudes die neue Straßenfront zur Heinrich-Delp-Straße.
Der neue Straßenverlauf machte die Abschrägung der östlichen Gebäudeseite erforderlich.
Das großvolumige zweigeschossige Gebäude mit dem abgewalmten Mansarddach besitzt eine Biberschwanzdeckung.
Die Gebäudeecken zur Straße hin wurden in den 1950er-Jahren mit Sgraffito-Putz gestaltet.
Auf der Nordseite befindet sich Sichtfachwerk, unter anderem mit Andreaskreuzen und Mannfiguren.
Die Innenräume im ersten Obergeschoss haben Originalfarbfassungen aus dem 16. Jahrhundert, Eselsrücken-Türstürze innen und außen und eine reichverzierte Tür.

## Denkmalschutz
Die ehemalige Ölmühle ist vermutlich das älteste noch existierende Fachwerkhaus Eberstadts.
Heute dient das Fachwerkgebäude ausschließlich Wohnzwecken.
Aus architektonischen, baukünstlerischen, industriegeschichtlichen und stadtgeschichtlichen Gründen wurde das Bauwerk zum Kulturdenkmal erklärt.